# Inga edulis
Inga edulis är en ärtväxtart som beskrevs av Carl Friedrich Philipp von Martius. Inga edulis ingår i släktet Inga och familjen ärtväxter.

## Underarter
Arten delas in i följande underarter:
- I. e. edulis
- I. e. parviflora

## Bildgalleri

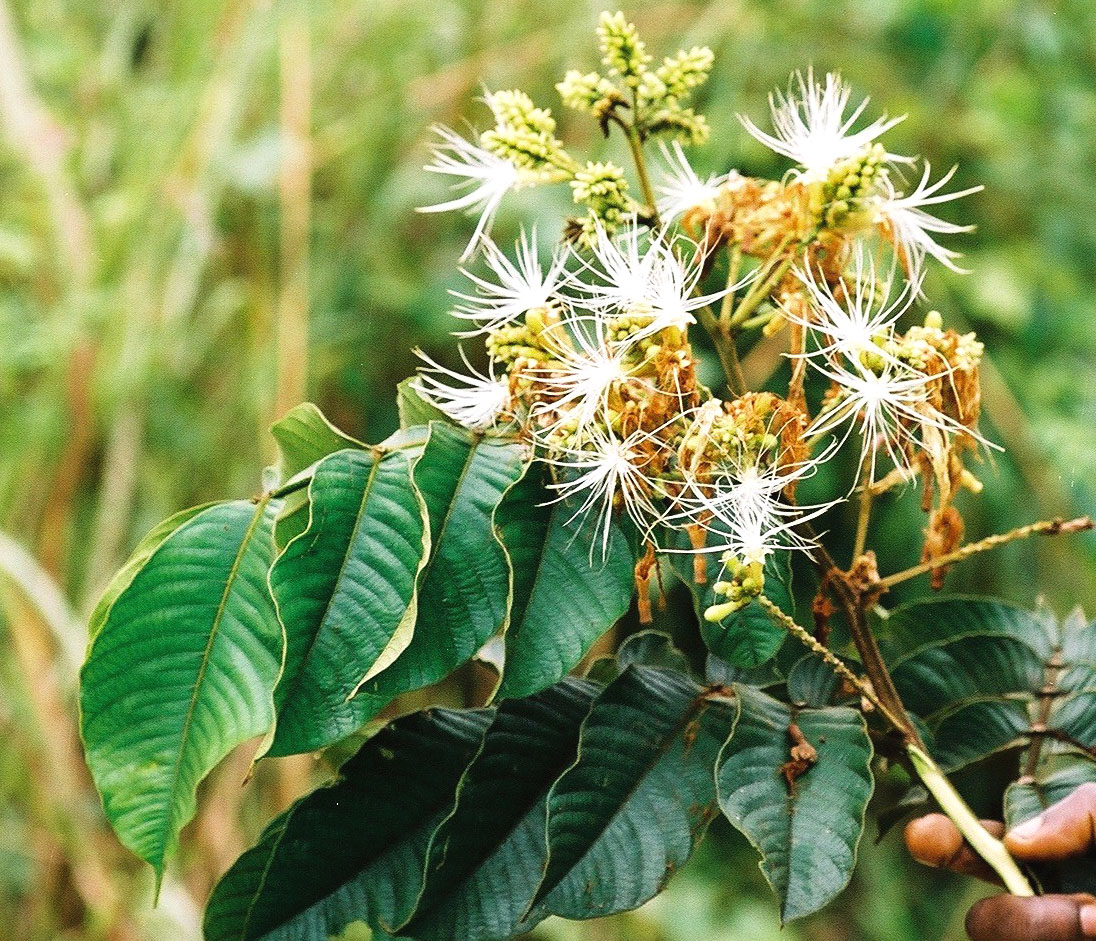